# Daniel Picotin
Daniel Picotin, né le 16 février 1957 à Bordeaux-Caudéran (Gironde), a été  avocat et homme politique français. 
Il a été député de la 11e circonscription de la Gironde du 28 mars 1993 au 21 avril 1997, maire de Saint-Ciers-sur-Gironde de 1989 à 2008, conseiller général de la Gironde de 1985 à 1998 et conseiller régional d'Aquitaine de 1998 à 2010 et avocat de 1981 à décembre 2020.

## Biographie

### Carrière professionnelle
Daniel Picotin a été avocat, inscrit au barreau de la cour d’appel de Bordeaux de 1981 à décembre 2020.  Il a créé cette année-là son cabinet d'avocat.     

## Vie politique
Daniel Picotin a été conseiller général de Gironde de 1985 à 1998, puis Conseiller Régional d’Aquitaine de 1998 à 2010. Dans le même temps, il a occupé le poste de Secrétaire Général du Parti Radical Valoisien, de 1997 à 1998, et a occupé le poste de Président du Syndicat de Réhabilitation du Port des Callonges, de 1990 à 2007. Il  officie en tant que coprésident du « Nouveau Contrat Social Aquitaine », recevant régulièrement des personnalités de tous horizons dans le cadre de dîners débats.
À l’Assemblée Nationale, il a été rapporteur de plusieurs projets, notamment :
- Adaptation de la législation française pour le Tribunal Pénal International pour l’ex-Yougoslavie
- Adaptation de la législation française au Tribunal International pour le Rwanda en 1996[1]
- Rapporteur de la proposition de loi concernant la surveillance électronique (bracelet électronique) en 1997[2]
- Membre de la Commission des Sectes en France en décembre 1995[3]

À Saint-Ciers-sur-Gironde, il a fait bâtir une médiathèque d’architecture Land’Art, inaugurée par le Ministre de la Culture en 2005. Il a mis en place plusieurs jumelages de la ville de Saint-Ciers-sur-Gironde avec Orio, au Pays basque espagnol, Sevilla la Nueva en Espagne, et a lancé une mission humanitaire en 1990 de parrainage d’Ivănețu en Roumanie.

## Daniel Picotin et l'Exit Counseling

### Les controverses sur le sujet de l'exit counseling et les réponses de Daniel Picotin
Le 5 mai 2015, Daniel Picotin a été condamné par la Cour d'Appel de Bordeaux pour avoir facturé des clients pour un « exit counseling » au-dessus des honoraires justifiés par son cabinet. Sur la provision de 25 000 euros versée par un couple, il a conservé 18 000 euros d'honoraires personnels et de frais auprès de plusieurs prestataires. La cour d'appel a condamné l'avocat à restituer plus de 14 000 euros à ses clients.
En août 2016, dans le magazine Society, le directeur de l'office central pour la répression des violences aux personnes (OCRVP) Philippe Guichard a déclaré qu'il n'était « pas sûr » que les méthodes particulières de Daniel Picotin « soient légales ». Le psychiatre Philippe Jean Parquet, membre du Conseil d'Orientation de la Mission interministérielle de vigilance et de lutte contre les dérives sectaires a lui déclaré qu'il s'agissait d'un « truc peu éthique et moral »[réf. nécessaire].
Pourtant, selon Daniel Picotin « L’exit, c’est ouvrir les yeux de quelqu’un dans le respect de la personne afin de lui permettre de recouvrer sa liberté et de partir librement ». L’une des victimes de Thierry Tilly, le docteur Charles-Henri de Vedrines confirme ses dires : « L’exit counseling, c’est le moyen le plus efficace pour sortir les adeptes de la merde. Il est critiqué parce que ça gêne le monde »). Par ailleurs, le principal intéressé a ajouté : « Dès qu’on a le malheur de réussir en France, il y a des jalousies. Ceux qui me critiquent n’ont pas d’autre méthode que d’attendre que les gens sortent seuls des sectes »). Daniel Picotin a reconnu qu'il avait déjà embauché des figurants et des gardes du corps pour créer des situations visant à convaincre des personnes sous emprise. Il s’agit d’écrire un scénario d’un film d’action, mais sans l’action.
En 2017, Daniel Picotin organise à Bordeaux le colloque de l’ICSA (International Cultic Studies Association) avec des spécialistes japonais, chinois, américains, canadiens et anglais sur la question sectaire dans le monde. Il y invite toutes les personnes dubitatives quant aux méthodes employées par lui).

## Publications
- Manifeste pour une législation efficace de protection des victimes d’emprise mentale, CCMM, 2013.
- « Un grand seigneur, gentilhomme aux champs : le marquis de Lamoignon », dans Les Cahiers de l’estuaire no 9, décembre 2009.
- avec Claudine Bastisse : Essai sur l’histoire et l’archéologie du Canton de Saint-Ciers-sur-Gironde, 1977, 50 p.